# ワディントン山脈
ワディントン山脈（ワディントンさんみゃく、英語: Waddington Range）とは、カナダ・ブリティッシュコロンビア州南西部にあるコースト山脈に属する太平洋山脈の一部である。面積は約4,000平方キロメートル（1,545平方マイル）で、山脈の面積で見ると比較的小さめだが、太平洋海岸山脈及びコースト山脈の中で最も標高の高い地域であり、山脈にはその名を冠した4,019m（13,186フィート）の高さを誇るワディントン山がある。ワディントン山脈はまた非常にごつく、1つの氷原というよりは峰の集合体といったところである。これとは対照的に、コースト山脈南部の他の巨大な氷原、山塊は、それほど峰がなく、氷塊が連続する傾向にある。

## 歴史
この山塊の核心部への到達は困難であったため、ワディントン山の発見、測定、登山は1936年と遅れた。1930年代には登山家がバンクーバー島から発見しただけで、それまではその存在が知られていなかったため、当初はミステリー・マウンテンと呼ばれていた。カナダの先住民ファースト・ネーションでさえ、その存在の可能性が漠然と言われていただけであり、近代的な登山用具を装備した登山家にとっても非常に登るのは困難であることから、ファースト・ネーションの冒険家が山塊の中心部に到達した可能性は低いと思われる。
その東端、ホマトコ川の巨大な峡谷の奥深くで、1864年のチルコーティン戦争が発生している。これは、アルフレッド・ワディントンがビュート入り江からバーカービルまで道路を敷こうとしたことが原因だった。当時から残る国土調査場であるワディントン港は、ビュート入り江に注ぐホマトコ川の南岸の地図上に残っている。
アルフレッド・ワディントンによる道路は上記のような戦争のため完成しなかったが、後年、カナダ太平洋鉄道の主要ルートの候補のひとつにあがった。候補に挙がったルートでは、鉄道の終点はビクトリアになる予定であった。このルートはビクトリアと州からの強い支持があったものの、カナダ太平洋鉄道はバンクーバー港の中心であるバラード入り江側のルートを選び、それが今日におけるバンクーバーの繁栄と繋がっている。

## 隣接する山脈と氷原
ワディントン山脈のすぐ北にはパンテオン山脈があり、その南にはホワイトマントル山脈がある。ホマトコ川の西側の分岐点であるモズリー・クリークを挟んで北東にはニウト山脈があり、ホマトコ川を挟んで東にはホマトコ氷原とそれに付随する山脈がある。クリナクリニ川を挟んだ北西にはハ・イルツク氷原があり、コースト山脈南部の沿岸氷床では最大で、ワディントン山脈の氷河と峰の集合体やホマトコ氷原よりも大きい。

## 山頂
- ワディントン山（英語版）
- タイデマン山（英語版）
- アスペリティ山（英語版）
- マンデー山（英語版）
- グルネル山（英語版）
- スピアマン峰（英語版）
- ブラボー峰（英語版）